# North East Derbyshire
Le North East Derbyshire est un district non-métropolitain du Derbyshire, en Angleterre. Il existe depuis le 1er avril 1964 et est issu de la fusion des districts urbains de Clay Cross et Dronfield, ainsi que le district rural de Chesterfield, à l'exception d'une paroisse.
Le conseil de district siège en dehors du district, à Chesterfield, qu'il encercle par le nord, l'est et le sud.